# Piazza Dante (Roma)
Piazza Dante è una piazza sita tra via Alfieri e via Giusti, a Roma, nel rione Esquilino.

## Storia

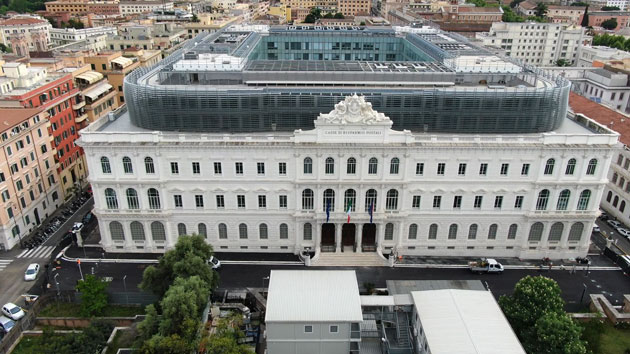
Il palazzo delle Casse di Risparmio Postali a piazza Dante

La piazza, dedicata al fiorentino Dante Alighieri, avrebbe dovuto ospitare un monumento dedicato al poeta, il cui progetto però non fu mai attuato.
In piazza Dante si trova l'imponente palazzo delle Casse di Risparmio Postali, costruito nel 1914 su progetto di Luigi Rolland. Durante la seconda guerra mondiale la piazza ospitò uno dei maggiori rifugi sotterranei per riparare la popolazione dai bombardamenti aerei alleati; i locali sotterranei negli anni '80 furono occupati da una centrale Enel. Dal maggio 2019 l'edificio ospita la sede unitaria dei Servizi segreti italiani.
Per qualche tempo, fino al 1945, la piazza fu nominata Piazza Leonardo da Vinci, dal momento che a Dante doveva essere assegnato un viale nella nascente E42, mai realizzato.
I giardinetti al centro della piazza sono stati dedicati agli immigrati Mary e Hasib Begum, periti in un incendio nella vicina via Buonarroti il 13 gennaio 2007. Dopo lunghi lavori, i giardini sono tornati accessibili all'inizio del 2021.